# Gerard dei Tintori
Gerardo dei Tintori o de Monza (Monza, Llombardia, ca. 1135 - 6 de juny de 1207) fou un noble italià, fundador de l'hospital de la seva ciutat, venerat com a sant al si de l'Església Catòlica.

## Hagiografia

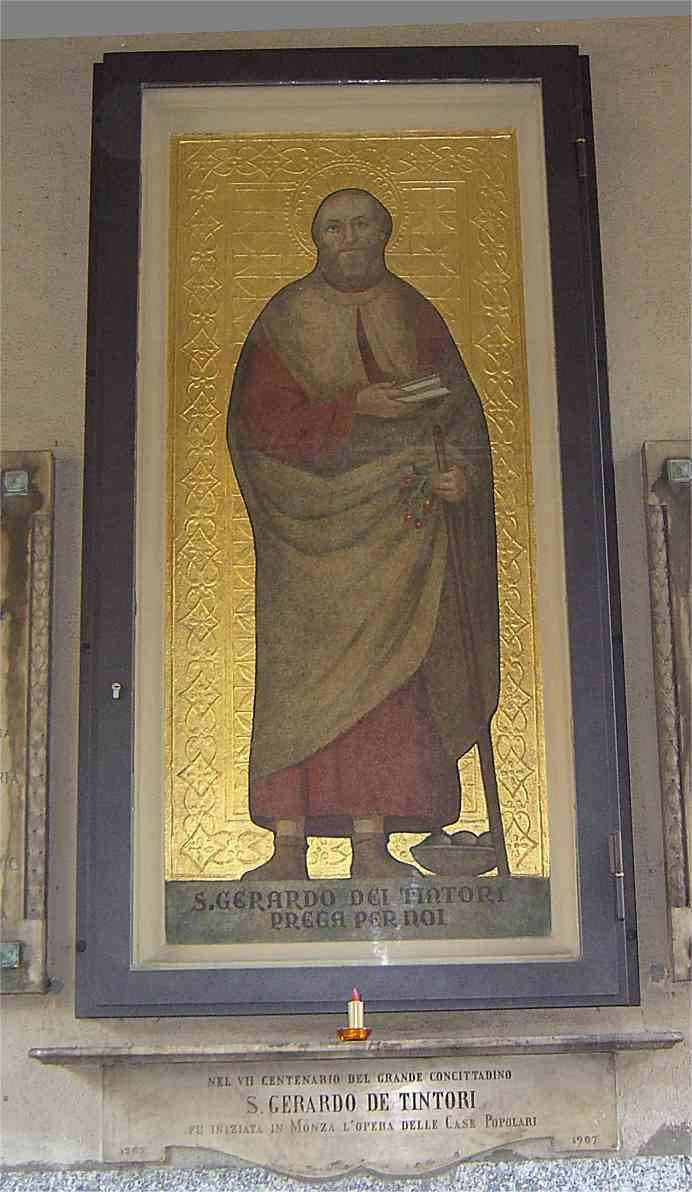
Capelleta a un carrer de Monza

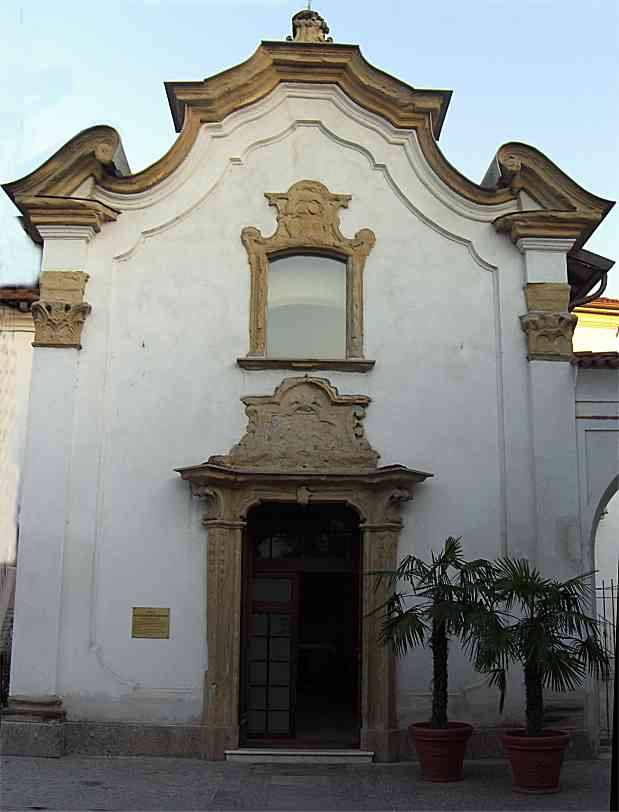
San Gerardino, església construïda a la casa del sant

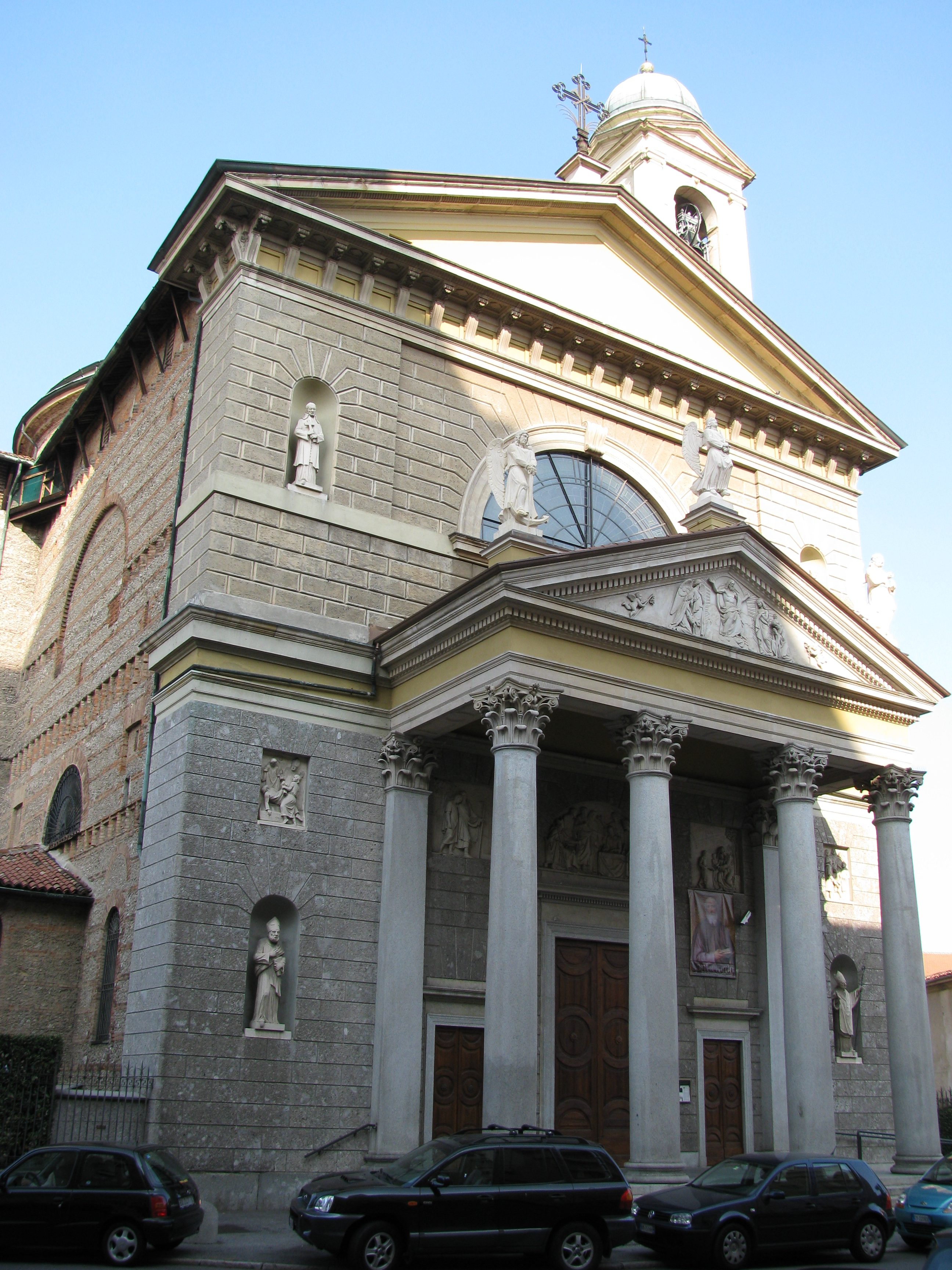
San Gerardo al Corpo, on hi ha les restes del sant

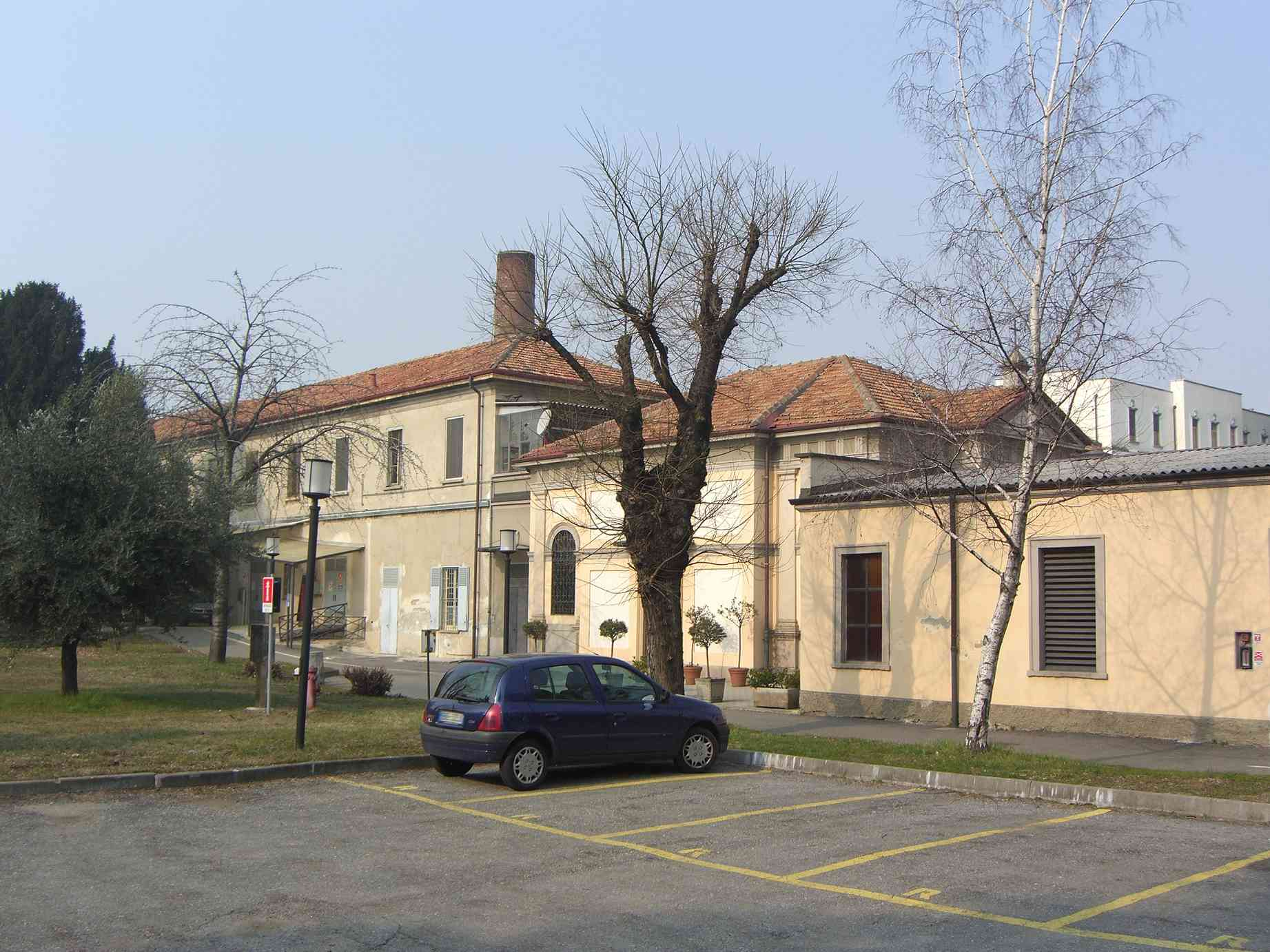
Hospital de San Gerardo (Monza), s. XIX

Nascut entre el 1134 i el 1140, el renom "dei Tintori" (de Tinctoribus) probablement té a veure amb la professió associada a la família. Aquesta era una família benestant i, en morir el seu pare, Gerard dedicà la fortuna familiar a la construcció i manteniment d'un gran hospital a la seva ciutat, Monza.
Primer instal·là l'hospital a casa seva, a la riba esquerra del Lambro, vora el pont avui anomenat "di San Gerardino". La fundació de l'hospital fou l'any 1174 i el posà sota la jurisdicció del comú de la ciutat i dels canonges de la basílica de San Giovanni Battista; ell es reservà la recollida i cura dels malalts i necessitats, als que recollia, rentava, donava menjar i en tenia cura. Aviat altres voluntaris l'ajudaren, i Gerard els organitzà en una associació laica, amb una disciplina i regla de vida en comú d'inspiració religiosa, però sense professar vots solemnes. Així i tot, els membres laics mantenien el celibat i vivien en comunitat.
Després de dedicar la seva vida a l'hospital i els necessitats, hi morí en 1207 com a director de l'hospital.

## Veneració
La dedicació als malalts li feu guanyar en vida la consideració de sant i en morir, la seva tomba de l'església de Sant'Ambrogio (després de San Gerardo al Corpo) es convertí en destí de peregrinacions, i aviat començaren a donar-s'hi guariments i altres miracles. Només quaranta dies després, fou traslladat del cementiri a l'altar de l'església. En 1740 el sarcòfag de pedra fou substituït per una urna de vidre i argent, on s'exposen les restes del sant.
Ja en vida se li havien atribuït miracles, com haver detingut una crescuda del riu Lambro que amenaçava l'hospital. Una llegenda diu que, en ple desembre, Gerard passà tota la nit pregant a la basílica, després d'haver demanat permís als sagristans i haver-los promès que l'endemà els donaria a cadascú un cistell de cireres; en efecte, l'endemà, va repartir les cireres, madures, en una època on era impossible que cresquessin.
La devoció s'estengué ràpidament per la Llombardia. Al segle xvi, Carles Borromeo, arquebisbe de Milà, reprengué el procés de canonització i en 1583, Gregori XIII en confirmà el culte. Gerard és, amb Sant Joan Baptista, el sant patró de Monza, i la ciutat el proclamà "pare de la pàtria".
L'hospital de Gerard continuà en actiu fins al segle xviii, quan el nou govern austríac l'incorporà a un institut sanitari major. El 1946 l'ajuntament de Monza donà el nom de Sant Gerard a l'hospital de la ciutat, abans anomenat Humbert I.